# Gemenii Network
Gemenii Network a fost un furnizor de servicii de telecomunicații din București, România.

## Istoric
În anul 1998 câțiva locuitori dintr-un bloc din cartierul bucureștean Colentina instalează o  rețea între calculatoarele proprii pentru a se putea juca și a comunica între ei.  Rețeaua de calculatoare a fost denumită Gemenii. Imediat, în perioada următoare  rețeaua de calculatoare se extinde rapid și la blocurile din jur. În anul 2001 membrii rețelei contractează prima conexiune permanentă de acces la internet prin cablu coaxial de la furnizorul local de cablu TV, aceasta fiind urmată la scurtă durată de o a doua conexiune permanentă de acces la internet, printr-o antenă radio. În tot acest timp, se alătură rețelei de cartier Gemenii și alte rețele din cartierul Colentina, formând împreună o rețea de calculatoare cu aproape 1000 de utilizatori, administrate însă independent. În primăvara anului 2004 utilizatorii rețelei contractează primul abonament la internet prin fibră optică.
În toamna anului 2004 rețeaua capătă o formă juridică sub forma unei Asociații non-profit care urma să gestioneze conexiunile la internet și fluxurile de bani. Apoi, în anul următor, împreună cu încă câteva  rețele de cartier se pun bazele  Asociației Interlan, Asociație al cărei scop era protejarea intereselor micilor furnizori de servicii de acces la internet și care ulterior va deveni cel mai mare Internet Exchange din România.
În scurt timp, gestionarea activităților prin intermediul unei Asociații non-profit pe de o parte și necesitatea existenței unei relații contractuale furnizor-consumator a impus înființarea unei societăți comerciale, astfel că în anul 2006, fondatorii rețelei înființează societatea comercială Gemenii Network, având sediul în cartierul Tei. La acel moment rețeaua depășise nivelul de 1000 de utilizatori, din care majoritatea erau abonați la serviciul de acces la Internet. Tot în toamna aceluiași an, noua firmă demarează furnizarea de servicii de telefonie fixă VOIP Eurovoice în parteneriat cu Euroweb Romania și devine membră în Asociația Națională a Internet Service Providerilor din România, ANISP. În anul 2007 Gemenii Network demarează o acțiune de sponsorizare cu acces gratuit la Internet a mai multor școli din cartier fiind astfel subiectul mai multor reportaje din presa scrisă și televiziune. Pe parcursul anului înglobează și alți furnizori mai mici din sectorul 2, numărul abonaților fiind în continuă creștere. Pentru a putea deservi noii clienți, firma deschide un nou punct de încasare în cartierul Colentina. În toamna aceluiași an, compania este premiată de către Primăria Sectorului 2 în colaborare cu Camera de Comerț și Industrie a Municipiului București cu locul 3 în topul întreprinderilor mici din categoria Telecomunicații. Începând cu anul 2008, Gemenii Network începe distribuția de programe TV în rețeaua proprie. În anul 2009 introduce în portofoliu serviciul de găzduire de domenii de internet (webhosting), iar în anul 2010 se mai introduce un nou punct de încasare în sectorul 2, pe strada Teiul Doamnei. De asemenea, sunt introduse în punctele de lucru proprii noi servicii suplimentare cum ar fi plata facturilor la utilități, asigurări auto etc.
În anul 2011, Gemenii Network vine cu servicii noi și pachete integrate mult mai atractive. Astfel, oferta se diversifică, existând cinci pachete de servicii de la 19 lei (pachet social pentru elevi, studenți și pensionari) și până la 59 de lei (pachet cu viteză de internet de 100 Mbps și stick de internet mobil cu acoperire națională), majoritatea pachetelor conținând și servicii de telefonie fixă, spațiu de găzduire domenii de internet, programe TV online, căsuțe de e-mail și multe altele. Se începe testarea platformei de cablu TV prin intermediul căreia se vor furniza programe TV atât în sistem analogic cât și în sistem digital. La sfârșitul anului se deschide un nou punct de încasare în zona Doamna Ghica.
În anul 2012 se diversifică pachetele de servicii iar contractele cu beneficiarii sunt modificate conform prevederilor ANCOM.

## Servicii
Gemenii Network este unul din principalii furnizori de servicii de acces la internet pentru abonații rezidențiali din sectorul 2 din București, având prezență în cartierele Colentina, Tei, Plumbuita, Petricani, Fundeni și Andronache, precum și în complexul rezidențial Rose Garden. Pe lângă furnizarea accesului la internet, compania mai distribuie și servicii de telefonie fixă VOIP, precum și programe TV. Cel mai nou serviciu introdus este serviciul de găzduire domenii de internet (webhosting). Din anul 2010, toate serviciile au fost integrate în pachete iar începând cu anul 2013 compania a început să furnizeze servicii de acces la internet cu viteze superioare de până la 1 Gbps. În vara anului 2015 Gemenii Network a început să furnizeze servicii de acces la internet FTTH utilizând tehnologia GPON iar începând cu luna septembrie 2015 toate abonamentele din oferta curentă au viteze de până la 1 Gbps.
Abonament Phoenix 100:
- Acces internet 100 Mbps
- Acces metropolitan 1 Gbps
- 1 adresă de e-mail
- Spațiu găzduire fișiere 250 MB

Abonament Phoenix 200:
- Acces internet 200 Mbps
- Acces metropolitan 1 Gbps
- 2 adrese de e-mail
- Spațiu găzduire fișiere 500 MB

Abonament Phoenix 300:
- Acces internet 300 Mbps
- Acces metropolitan 1 Gbps
- 3 adrese de e-mail
- Spațiu găzduire fișiere 1 GB

Abonament Phoenix 500:
- Acces internet 500 Mbps
- Acces metropolitan 1 Gbps
- 4 adrese de e-mail
- Spațiu găzduire fișiere 2 GB

Extraopțiuni:
- adresă IP publică suplimentară
- stick internet mobil 3G cu 3 GB de trafic inclus

## Indicatori
- Cifra de afaceri:
  - 2006: 371.330 lei
  - 2007: 922.964 lei
  - 2008: 1.135.171 lei
  - 2009: 1.114.184 lei
  - 2010: 972.752 lei
- Număr de angajați: 21

## Date tehnice
- Tip rețea: rețea publică fixă de comunicații electronice
- Tipuri de servicii furnizate: acces internet, transmisiuni de date, telefonie fixă[19]
- Număr AS (Autonomous System Number): 33823[20]
- Număr de prefixe anunțate: 25
- Legături Internet Exchange: Interlan (2 Gbit/s)
- Prezență în centre de colocare: NXDATA[21]

## Ecouri în presă
- Averi de cartier
- Rețele de Cartier, 28 milioane euro Arhivat în 7 decembrie 2009, la Wayback Machine.
- Rețelele de cartier scot din mânecă asul triple play Arhivat în 16 octombrie 2007, la Wayback Machine.
- Gemenii Network la Antena 1
- Gemenii Network la Kanal D
- Cum ajută afacerea Netcity firmele mici[nefuncțională]